# Pseudaphrophora duseni
Pseudaphrophora duseni is een halfvleugelig insect uit de familie Aphrophoridae. De wetenschappelijke naam van deze soort is voor het eerst geldig gepubliceerd in 1899 door Haglund.